# Oppiella minidentata
Oppiella minidentata är en kvalsterart som först beskrevs av Subías 1977.  Oppiella minidentata ingår i släktet Oppiella och familjen Oppiidae. Inga underarter finns listade i Catalogue of Life.